# گاسپار سینابیان
گاسپار سینابیان (به انگلیسی: Kasbar Sinabian؛ ۱۸۶۲ – ۱۹۳۳) پزشک، و سیاستمدار ارمنی‌تبار بود.

## زندگی‌نامه
وی در در به دنیا آمد و از فارغ‌التحصیل گشت. وی همچنین برنده جوایزی همچون  شد. وی در در سن سالگی در  درگذشت.